# غوث (اسم)
غَوُث هو اسم علم مذكر من أصل عربي، ومعناه هو النصرة، والإعانة.

## الأصل اللغوي
الغوث: الإعانة والنصرة عند الشدة، يقول ابن فارس: "الغين والواو والثاء كلمة واحدة، وهي الغوث من الإغاثة، وهي الإعانة والنصرة عند الشدة.

## وصلات خارجية
- موسوعة السلطان قابوس لأسماء العرب نسخة محفوظة 5 أبريل 2019 على موقع واي باك مشين.